# Leptodontium fuhrmannii
Leptodontium fuhrmannii là một loài rêu trong họ Pottiaceae. Loài này được Broth. & Irmsch. mô tả khoa học đầu tiên năm 1914.